# 녹색덩굴뱀
녹색덩굴뱀(green vine snake 또는 flatbread snake, Oxybelis fulgidus)은 중앙아메리카에서 남아메리카 북부에 걸쳐 분포하는, 나무 위에 사는 뱀이다.
몸체가 불과 2 cm정도밖에 되지 않아 날씬하며, 길이는 1.5 ~ 2미터까지 자란다. 꼬리는 길고 섬세하여, 먹이에 접근하면서 나무에 매달릴 때 쓰인다. 머리는 유선형으로 생겼으며 끝이 매우 뾰족하고, 입이 매우 커서 머리 전체 크기와 거의 비슷하다. 혀는 길고 녹색인데, 혀를 쓸 때는 입밖에 내밀고 위아래로 움직인다.
녹색덩굴뱀은 나무 위에 살면서 땅을 내려다본다. 그러다가 쥐나 도마뱀, 또는 새둥지를 보면 먹이를 따라가 냄새를 맡는다. 먹잇감으로 적절하다고 판단하면 먹이를 물어서 땅에서 20 ~ 40 cm 높이까지 들어올림으로써 먹이가 물리적 실력을 행사하지 못하게 막는다. 입 뒤쪽에 커다란 독니가 두 개 나 있는데, 독니에 물린 상처로 독성 타액이 흘러들어가 먹이가 움직이지 못하게 만든다. 그러고 나서 급하게 먹이를 삼킨다. 먹이를 다 삼키고 나면 덩굴뱀은 쉴 장소를 찾아 나무 꼭대기로 올라간다.